# Hans Grisebach (Architekt)

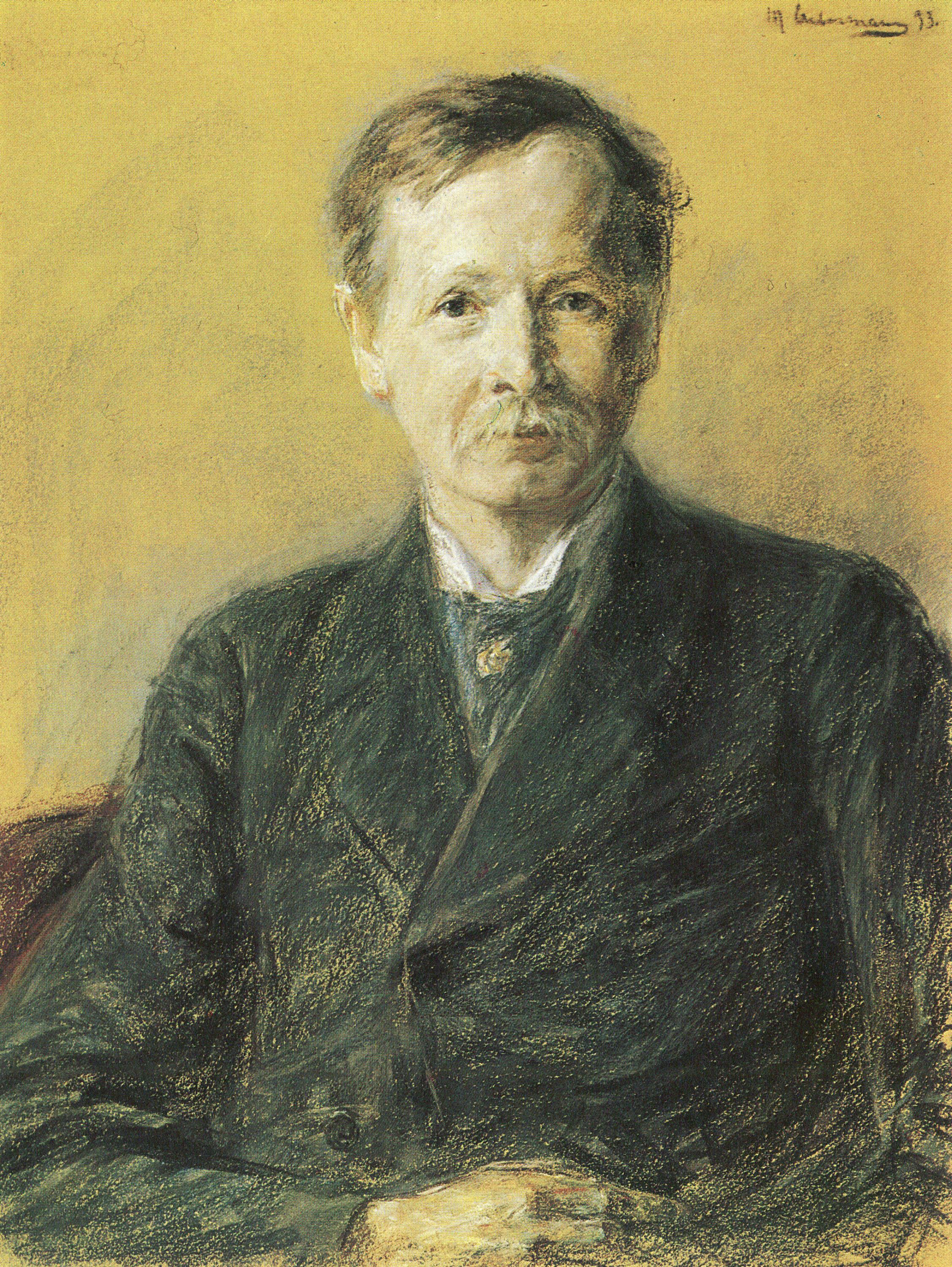
Hans Grisebach, Porträt von Max Liebermann 1892

Hans Grisebach (* 26. Juli 1848 in Göttingen; † 11. Mai 1904 in Charlottenburg; vollständiger Name Johann Otto Friedrich Julius Grisebach) war ein deutscher Architekt.

## Familie
Hans Grisebach war der Sohn des Botanikers August Grisebach. In Wiesbaden heiratete er 1880 Emmy Grisebach, eine Urenkelin von Georg Friedrich von Briesen auf Wengeln, Niederschlesien. Ihr Sohn war der Kunsthistoriker August Grisebach. Die Tochter Eveline Grisebach (1890–1965) heiratete den Schweizer Maler Hermann Huber. Die Tochter Eleonora Grisebach (1895–1940) heiratete den Regierungsbaumeister Günther Wedow (1890–1945). Grisebachs zweiter Sohn Eduard starb mit elf Jahren an einem Unfall. Der Architekt Helmuth Grisebach (1883–1970) war sein Neffe.

## Ausbildung, Leben und Wirken
Hans Grisebach studierte von 1868 bis 1873 Architektur an der Polytechnischen Schule in Hannover (unterbrochen vom Militärdienst 1870/71) und war Schüler von Conrad Wilhelm Hase. Schon vor Beendigung seines Studiums war er ab 1872 Mitarbeiter in Hases Architekturbüro in Hannover. Nach dem Studium folgte 1873–76 eine Anstellung bei Friedrich von Schmidt in Wien. Im Anschluss von Reisen nach Frankreich, Spanien, Italien und Malta kehrte Grisebach nach Deutschland zurück und ließ sich zunächst als Privatarchitekt und Bauführer in Wiesbaden nieder. 1880 erfolgte der Wechsel nach Berlin, wo er ebenfalls als Privatarchitekt wirkte und zeitweise Assistent von Johannes Otzen an der Technischen Hochschule Charlottenburg war. Die Hauptschaffensphase umfasst die Jahre ab 1889 bis 1901, in der Hans Grisebach in einer Arbeitsgemeinschaft mit dem Architekten Georg Dinklage wirkte. In den letzten Jahren seines Lebens befasste sich Grisebach als ein von Jugend auf begeisterter Büchersammler fast ausschließlich mit seiner umfangreichen und wertvollen Bibliothek.

## Werk
Grisebach realisierte Projekte im Stil des Historismus und der deutschen Neorenaissance, er wird auch apostrophiert als „Architekt der Berliner Secession“.

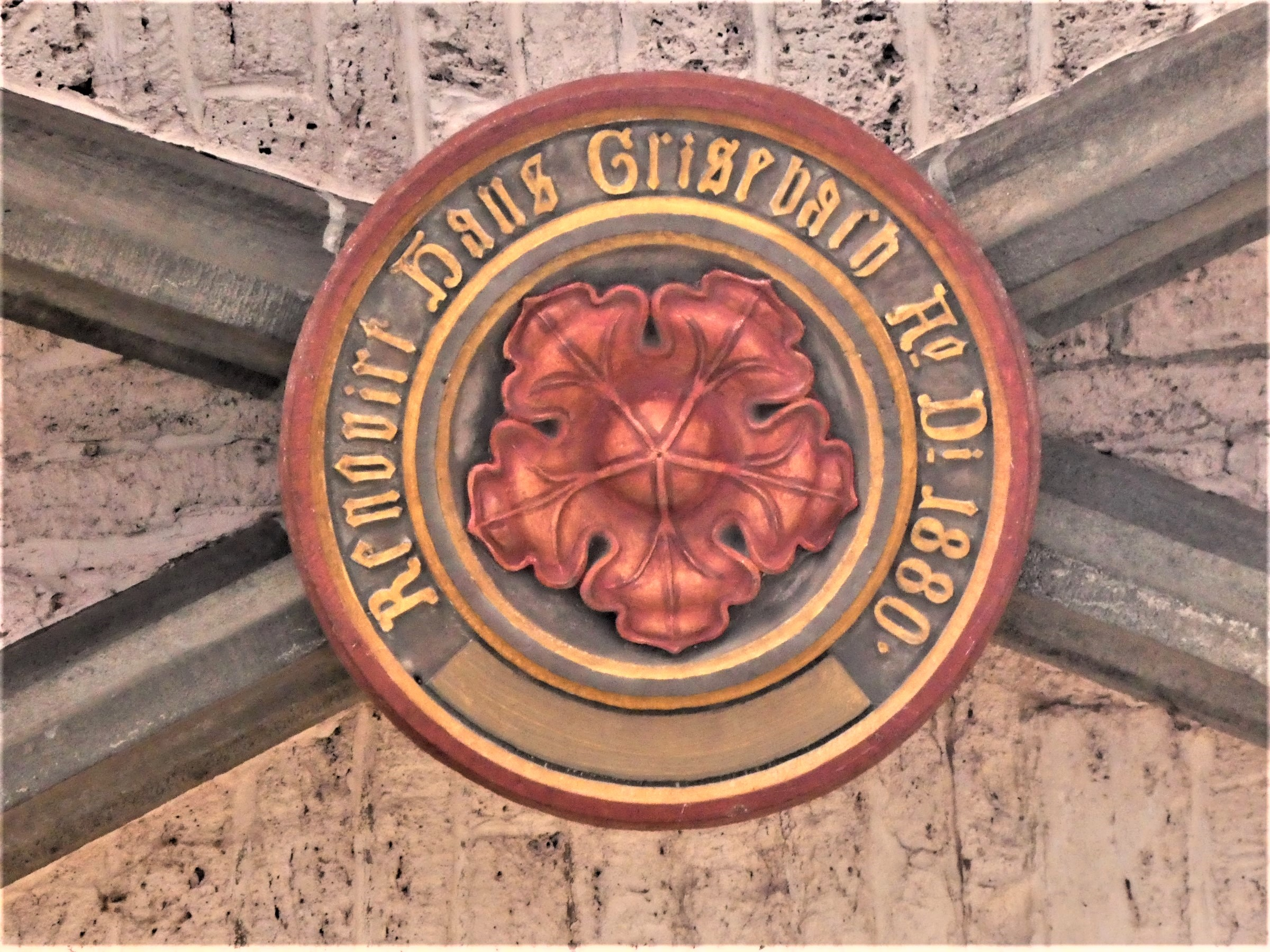
Signierter Kreuzrippengewölbe-Schlussstein in der Vorhalle der St. Jacobikirche, Göttingen

Eines der frühesten bekannten Werke Grisebachs ist die 1880 ausgeführte und inschriftlich mit seinem Namen signierte Rekonstruktion der Vorhalle der St. Jacobikirche seiner Heimatstadt Göttingen.
Grisebach gestaltete den Chemie-Pavillon für die Weltausstellung in Chicago 1893 (World’s Columbian Exposition) und den Pavillon für die Weltausstellung Paris 1900. Auffälligstes Zeugnis seines Schaffens in Berlin ist die Hochbahn-Station „Schlesisches Tor“ in Berlin-Kreuzberg (1899–1901), die allerdings stark die Handschrift seines Partners Georg Dinklage trägt, mit dem er von 1889 bis 1901 in Sozietät zusammenarbeitete und zum Beispiel auch die Johanneskirche in Gießen und die Peterskirche in Frankfurt am Main entwarf. In Berlin-Charlottenburg, Fasanenstraße 25, erbaute Grisebach 1891/1892 sein eigenes Wohnhaus (Villa Grisebach), und ganz in der Nähe 1902/1903 das Haus Fasanenstraße 39 nach Ideen des Bauherrn Dr. Richard Cleve, der dort auch vorzugsweise in Holland erworbene Bauteile in die Fassade mit einbauen ließ. Grisebachs bekanntestes Bauwerk dürfte allerdings das „Haus Wiesenstein“ im schlesischen Agnetendorf sein, das Wohnhaus Gerhart Hauptmanns, in dem dieser bis zu seinem Tod lebte.
Überhaupt lieferten Grisebachs Bauten die Kulisse für viel Prominenz des deutschen Geisteslebens. In der Breslauer „Villa Neisser“, 1898 im Scheitniger Park für den bekannten Arzt Albert Neisser und seine Ehefrau Toni errichtet, trafen sich neben Gerhart Hauptmann, Gustav Mahler und Richard Strauss; die „Villa Röhl“ baute er für die Familie Wahllaender/Gropius – sie blieb Walter Gropius’ Sommerhaus. Mit Max Liebermann verbanden ihn freundschaftliche Bande: Grisebach wurde für den Umbau des Wohnhauses der Liebermanns am Pariser Platz und für die Gestaltung des Familiengrabes herangezogen; Liebermann seinerseits steuerte Wandgemälde zum „Schloss Klink“ bei, das von Grisebach und Dinklage 1896–1898 bei Waren (Mecklenburg) für Arthur von Schnitzler errichtet wurde. Dieses Schloss ist heute ein bekanntes Ausflugsziel an der Müritz und als Hotel öffentlich zugänglich. Schon zuvor war Grisebach für einen Kölner tätig, indem er 1882/83 für den Industriellen Paul Andreae dessen Gut Mielenforst neu beplante. Das Herrenhaus wurde 1885 fertiggestellt.

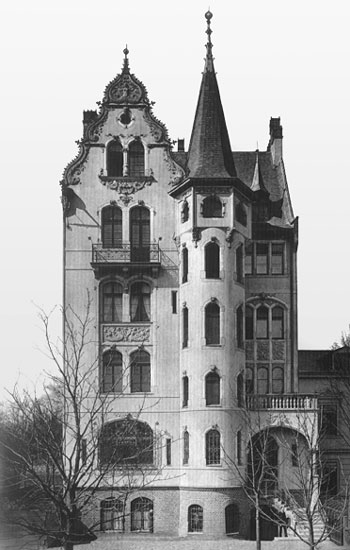
Villa Grisebach, Berlin-Charlottenburg, Fasanenstraße 25 (bearbeitete historische Aufnahme)

Ein weiteres Gebäude Grisebachs ist das „Schloss Tremsbüttel“, nahe Bargteheide im Nordosten Hamburgs gelegen. Der Remscheider Montanunternehmer Alfred (Fritz) Hasenclever ließ den weithin sichtbaren Bau im Stil des Historismus für seine Frau Olga 1893/1894 als verspätetes Hochzeitsgeschenk errichten. Dieses Gebäude hat innen wie außen viele Details und Elemente bewahrt, die Grisebach mit dem Stil der damaligen Zeit verband. Ebenso wie Schloss Klink wird Tremsbüttel als Hotel und Gastronomie genutzt und ist somit öffentlich zugänglich. Das Gleiche trifft für das Erbprinzenpalais in Wernigerode zu, das er 1893/1894 im Auftrag des Grafen Otto zu Stolberg-Wernigerode als Wohnhaus für den gräflichen Kammerpräsidenten Rudolf Grisebach – seinen Vetter – errichtete. Ferner stammen auch die Entwürfe des Hotels „Steinerne Renne“, die 1901 errichtete Villa des Rechtsanwalts Hasert am Lindenberg in Wernigerode, die Villa Russo und das Landhaus Weise in Hasserode aus seiner Feder.
Grisebach entwarf für die Göttinger Firma Wilhelm Lambrecht eine Wettersäule, Modell „Gauss-Weber“.
Im Büro Grisebachs arbeitete vorübergehend auch der Architekt Julius Graebner.